# CBY3
CBY3 (англ. Chibby family member 3) – білок, який кодується однойменним геном, розташованим у людей на 5-й хромосомі. Довжина поліпептидного ланцюга білка становить 242 амінокислот, а молекулярна маса — 27 343.
| 10         |  | 20         |  | 30         |  | 40         |  | 50         |
| ---------- |  | ---------- |  | ---------- |  | ---------- |  | ---------- |
| MWASRDHLPE |  | PDLGDAAPPG |  | SPSSFWTSGL |  | PRQERSTSRQ |  | RSRGSPSSTC |
| VPYKVHALAT |  | FECSATSHAS |  | RLWQTLQQFW |  | ADHISRPFSP |  | RRPPLRRMPS |
| LSTFYLLDHN |  | TRQAELGLAY |  | GAPCMRLSNQ |  | AFVFRGGRWT |  | TESQLARTRS |
| PLLSRTAWGW |  | KAQVQRSKSQ |  | VLLEENNYLK |  | LQQELLIDML |  | TETMARMHLL |
| EKQRNPEVIP |  | TAAARAGQRK |  | MRKRAGASAG |  | VLMIQPCALD |  | SQ         |

A: Аланін

C: Цистеїн

D: Аспарагінова кислота

E: Глутамінова кислота

F: Фенілаланін

G: Гліцин

H: Гістидин

I: Ізолейцин

K: Лізин

L: Лейцин

M: Метіонін

N: Аспарагін

P: Пролін

Q: Глутамін

R: Аргінін

S: Серин

T: Треонін

V: Валін

W: Триптофан